# 耶胡达·艾尔卡纳
耶胡达·艾尔卡纳（希伯來語：יהודה אלקנה，羅馬化：Yehuda Elkana，1934年6月16日—2012年9月21日）是一位历史学家和科学哲学家，曾任中欧大学校长。

## 生平
艾尔卡纳出生于南斯拉夫，原名László Fröhlich，父母是讲匈牙利语的犹太人，1944年随家人搬到塞格德。同年，艾尔卡纳和他的父母被派往奥斯维辛集中营。 当纳粹将他们转移到奥地利作为重建饱受战争蹂躏的城市的徭役劳工时，他的家人逃离了毒气室。1948年，14岁的他移居以色列。他在HaZore'a基布兹定居，但健康问题阻碍了艾尔卡纳从事体力劳动。基布兹帮助他获得了特拉维夫赫兹利亚希伯来文中学的奖学金。开始学习后不久，埃尔卡纳决定他希望成为一名哲学家和科学史学家。1955年，他开始在耶路撒冷希伯来大学学习数学和物理。 他在Gymnasia Rehavia任教，同时攻读硕士学位，他花了11年时间才完成。然后他获得了博士学位。获得博士学位后，他在哈佛大学任教了一年。 回到耶路撒冷希伯来大学后，他被任命为科学史和哲学系主任。
他曾在哈佛大学任教，曾任斯坦福大学行为科学高级研究中心研究员、牛津万灵学院客座研究员，并于曾任特拉维夫大学科恩科学与思想历史和哲学研究所所长。1985年，他在特拉维夫大学建立了杰出学生跨学科计划。从1995年到1999年，他是苏黎世联邦理工学院的科学理论教授。 他是柏林高等研究院的永久研究员。